# Landsmannschaft der Donauschwaben
Die Landsmannschaft der Donauschwaben, Bundesverband e. V. ist ein Vertriebenenverband, der die Interessen der Donauschwaben in Deutschland vertritt.
Die Landsmannschaft ist Mitglied im Bund der Vertriebenen (BdV) und hat ihren Hauptsitz in Sindelfingen. Ihr Bundesvorsitzender ist Jürgen Harich. 

## Wappen

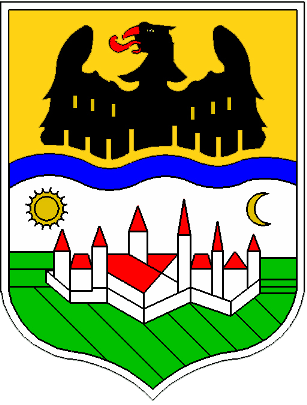
„Wappen der Donauschwaben“, Hans Diplich, 1950

1950 gestaltete Hans Diplich das „Wappen der Donauschwaben“, das die Landsmannschaft als Logo führt. Ein rot bewehrter aufsteigender schwarzer Adler auf goldenem Grund, geteilt durch einen blauen Wellenbalken. Die untere Hälfte zeigt auf grünem Ackerboden eine sechstürmige weiße Festung mit Ringmauer und rot bedachten Gebäuden. Links im Wappen ist die strahlende Sonne, rechts der abnehmende Mond.
Der Adler symbolisiert die historische Schirmherrschaft der Kaiser von Österreich. Der blaue Wellenbalken steht für die Donau als Schicksalsstrom, auf dem einst die Ahnen in den Schwabenzügen mit Ulmer Schachteln und Kelheimer Plätten in ihre neue Heimat stromabwärts fuhren. Die aufgehende strahlende Sonne symbolisiert den wieder erstarkenden Einfluss des Christentums und steht zudem für Eugen von Savoyen, der abnehmende Mond (☾) als weltliches Symbol des Islams den schwindenden Einfluss des Osmanischen Reiches. Die Gebäude stellen die Festung Temeswar inmitten fruchtbaren Ackerlandes dar, mit der Burg als Symbol für die kaiserlichen Wehranlagen und die Militärgrenze gegen die Osmanen. Die sechs Türme der Festung stehen für die sechs Hauptsiedlungsgebiete der Donauschwaben. Benutzt wurden die deutschen Nationalfarben Schwarz-Rot-Gold und die donauschwäbischen Stammesfarben Weiß-Grün. Weiß ist das Symbol der friedlichen Gesinnung der Donauschwaben, Grün steht als Farbe der Hoffnung für das zur Kornkammer gewordene Neuland.
Der Lateinische Wahlspruch der Landsmannschaft lautet: „Semper atque semper liberi ac indivisi“ (deutsch Für immer frei und ungeteilt).